# Giftinformationsverordnung
Die Giftinformationsverordnung (ChemGiftInfoV), Langtitel: Verordnung über die Mitteilungspflichten nach § 16e des Chemikaliengesetzes zur Vorbeugung und Information bei Vergiftungen regelt in Deutschland die Art und Weise der Meldung von Daten an das Bundesinstitut für Risikobewertung (BfR) entsprechend dem § 16e des Chemikaliengesetzes.
Dort ist vorgeschrieben, dass Gemische mit bestimmten Gefahrenmerkmalen dem BfR mitgeteilt werden müssen. Das BfR seinerseits übermittelt die Informationen an die von den Bundesländern getragenen Informations- und Behandlungszentren für Vergiftung.
Unter anderem sind diese Meldungen vorzunehmen, wenn Gemische mit gesundheitlich oder physikalisch gefährlichen Eigenschaften unter eigenem Handelsnamen an Endverbraucher abgegeben werden oder wenn Biozid-Produkte betroffen sind.
Gemeldet werden müssen folgende Daten:
1. der Handelsname,
2. Angaben über die Zusammensetzung,
3. die Kennzeichnung,
4. Hinweise zur Verwendung,
5. Empfehlungen über Vorsichtsmaßnahmen beim Verwenden und Sofortmaßnahmen bei Unfällen.

Ärzte, die Vergiftungen mit chemischen Stoffen oder Gemischen behandeln oder gutachterlich beurteilen, müssen ebenfalls eine Meldung an das Bundesinstitut für Risiko machen: 
1. bei akuten Erkrankungen nach Abschluss der Behandlung,
2. bei chronischen Erkrankungen nach Stellung der Diagnose,
3. bei der Beratung im Zusammenhang mit einer Erkrankung nach Abschluss der Beratung,
4. sofern im Falle einer Erkrankung mit Todesfolge eine Obduktion durchgeführt wird.